# برايت فود
برايت فود ( رسميا شركة برايت فود (جروب) المحدودة ) هي شركة تصنيع أطعمة ومشروبات متعددة الجنسيات يقع مقرها الرئيسي في شنغهاي في الصين. تعد ثاني أكبر شركة تصنيع أغذية مقرها الصين تقاس بإيرادات عام 2011. تملك الشركة أسهم في شركات عالمية ودولية أخرى، فمثلاً تملك 56% من أسهم شركة تنوفا الإسرائيلية حتى 2015. الشركة مملوكة بالكامل من قبل حكومة بلدية شنغهاي عبر مجموعة Shanghai Municipal Investment وشركة شقيقة أخرى.
برايت فود لديها أربع شركات تابعة مدرجة، هي
شركة Bright Dairy & Food Co.، Ltd.،
Shanghai First Provisions Store Co.، Ltd.،
Shanghai Maling Aquarius Co.، Ltd.
and Shanghai Haibo Co.، Ltd.

## تاريخ
في عام 1954 ، قرر مكتب قسم Songjiang بناء مزرعة على شاطئ بحر Fengxian . في عام 1959قررت بلدية شنغهاي أيضًا بناء مزارع في جزيرة تشونغ مينغ . وفي 1960 تم بناء 16 مزرعة على الشاطئ في مقاطعة Fengxian وعلى جزر Chongming و Changxing . في عام 1980 قررت بلدية شنغهاي إنشاء شركة شنغهاي للاستصلاح الزراعي والصناعية والتجارية المشتركة (上海市农垦农工商联合企业总公司) ، وهي the another brand [一个机构、两块牌子] (一个 机构 、 两块 牌子) من إدارة المزرعة. في عام 1994 تم تحويل إدارة المزرعة رسميًا إلى شركة Shanghai Agricultural Industry and Commerce (Group) Corporation (上海市农工商（集团）总公司) ، وتم حجز العلامة التجارية لإدارة المزرعة لمقترحات الفترة الانتقالية. في عام 2004 تم تغيير اسم المجموعة إلى Shanghai NGS (Group) Co.، Ltd. (上海农工商（集团）有限公司) ، شركة محدودة مملوكة للدولة. في عام 2006 ، تم دمج مع Yiming No.1 Food Factory (Group) [上海益民食品一厂] ، صاحب العلامة التجارية Bright ، ومجموعة Shanghai Sugar Industry Tobacco and Alcohol Group وبعض الشركات التابعة لـ جين جيانغ انترناشيونال ، وتم إنشاء مجموعة أغذية جديدة وتمت إعادة تسمية NGS Group إلى Bright Food (Group) Co.، Ltd.

## الاستثمارات
في يوليو 2010 وافقت شركة برايت فود على الاستحواذ على حصة 51٪ في شركة سينلايت لإنتاج الألبان ومقرها نيوزيلندا مقابل 58 مليون دولار أمريكي. ومع ذلك اعتبارًا من سبتمبر 2015 ، تمتلك الشركة حصة 39.12 ٪ في Synlait.
في سبتمبر 2010 ، دخلت شركة برايت فود في مناقشات حصرية للاستحواذ على الشركة البريطانية لتصنيع الوجبات الخفيفة United Biscuits ، لكن المحادثات لم تسفر عن استحواذ.
في أغسطس 2011 وافقت الشركة على الاستحواذ على 75٪ من أسهم شركة Manassen Foods التي تتخذ من أستراليا مقراً لها ، مقابل 530 مليون دولار أسترالي.
في مايو 2012 ، وافقت شركة برايت فود على الاستحواذ على حصة 60٪ في شركة ويتابيكس المحدودة لتصنيع حبوب الإفطار البريطانية في صفقة قيمتها 1.2 مليار جنيه إسترليني. من المقرر بيع حصة الأغلبية هذه لشركة Post Holdings الأمريكية مقابل 1.8 مليار دولار أمريكي اعتبارًا من 18 أبريل 2017.
في مايو 2014 ، وافقت شركة برايت فود على الاستحواذ على 56٪ من شركة إنتاج الألبان الإسرائيلية تنوفا بمبلغ 2.5 مليار دولار أمريكي.
في أكتوبر 2014 ، وافقت شركة برايت فود على الاستحواذ على حصة أغلبية في منتج زيت الزيتون الإيطالي سالوف ، والتي تشمل فيليبو بيريو و Sagra Brands.
في سبتمبر 2015 ، أعربت شركة برايت فودز عن اهتمامها بشركة سيلفر فيرن للألبان واللحوم النيوزيلندية من خلال الشروع في شراء 100 مليون دولار لـ 50٪ من SFF. في 15 سبتمبر ذكرت صحيفة نيوزيلاند هيرالد أن شركة Shanghai Maling Aquarius Co.، Ltd التابعة لشركة برايت فودز قد توصلت إلى صفقة بقيمة 261 مليون دولار نيوزيلندي للاستحواذ على 50٪ من شركة سيلفر فيرن فارمز .

## منتجات
تشمل منتجات برايت فود:
- منتجات الألبان Guangming (Bright) ،
- المواد الغذائية Guansheyuan ،
- حلوى دا باي تو (الأرنب الأبيض الكبير) ،
- مالينج الأطعمة المعلبة ،
- منتجات الآيس كريم الساطعة ،
- مياه الدلو
- نبيذ الأرز شيكومين ،
- سكر اليوتانج ،
- نصيحة أفضل الأطعمة المخللة ،
- أرز هايفنغ ،
- لحم الخنزير Aiseng ،
- منتجات لحوم البط اليومية ،
- شينغفنغ شوكولا.

## الحصة السوقية
في عام 2010 استحوذت الشركة على 5.7 ٪ من سوق منتجات الألبان في الصين، لتحتل المرتبة الرابعة. وفي نفس العام كان لديها 1.4٪ من حصة السوق في سوق الأطعمة المعلبة الصينية وحصة 1.6٪ من سوق الآيس كريم الصيني.

## روابط خارجية
- برايت فود